# مسكالة
مسكَّالة بلدة مغربية وسوق أسبوعي ومركز جماعة مسكالة القروية تابعة لإقليم الصويرة ضمن جهة مراكش آسفي بالمغرب. بلغ مجموع عدد سكان الجماعة حسب إحصاءات 2004 حوالي 4220 نسمة يعيشون في 817 أسرة.